# Afferden (Gelderland)
Afferden is een dorp in de gemeente Druten in het Land van Maas en Waal in de Nederlandse provincie Gelderland. Het telt 1.705 inwoners (per 1 januari 2023).

## Geschiedenis
De kerk wordt voor het eerst vermeld in oktober 1165, toen de Keulse bisschop Reynaldus een geschil besliste over een belasting die uit deze kerk werd geheven, ten gunste van de hoofdkerk Sint Victor in Xanten. In die akte staat ook dat de kerk vanaf de stichting gewijd was aan Sint Victor. In 1176 werd dat door de opvolgende bisschop Philips wederom bevestigd, nu eveneens voor de naastgelegen kerk van Puiflijk. 
Op 1 januari 1818 werd de zelfstandige gemeente Afferden opgeheven en bij Druten gevoegd. In de loop der eeuwen is de dorpskern verplaatst. De oude kern wordt heden nog gemarkeerd door de toren van een verder gesloopte kerk. Elders in het dorp staat de voormalige Sint-Victor en Gezellenkerk uit 1890-1891 die in 2017 werd verkocht aan de boeddhistische stichting Dhammakaya Nederland, nadat de parochie niet langer in staat bleek de kerk financieel te onderhouden.
Aan de noordoostkant van het dorp staat de korenmolen De Drie Waaien.

### Overstromingsgevaar
In januari 1995 werden alle bewoners van Afferden en omliggende dorpen geëvacueerd omdat het water in de Waal gevaarlijk hoog stond. Als dit water de dijk zou overspoelen, zou deze opgeblazen worden om de Betuwe te beschermen. Het water zakte echter tijdig en daarom bleef de dijk gespaard. Wanneer de dijk zou zijn opgeblazen, zou Afferden ongeveer drie meter onder water zijn komen te liggen.

##### Foto's

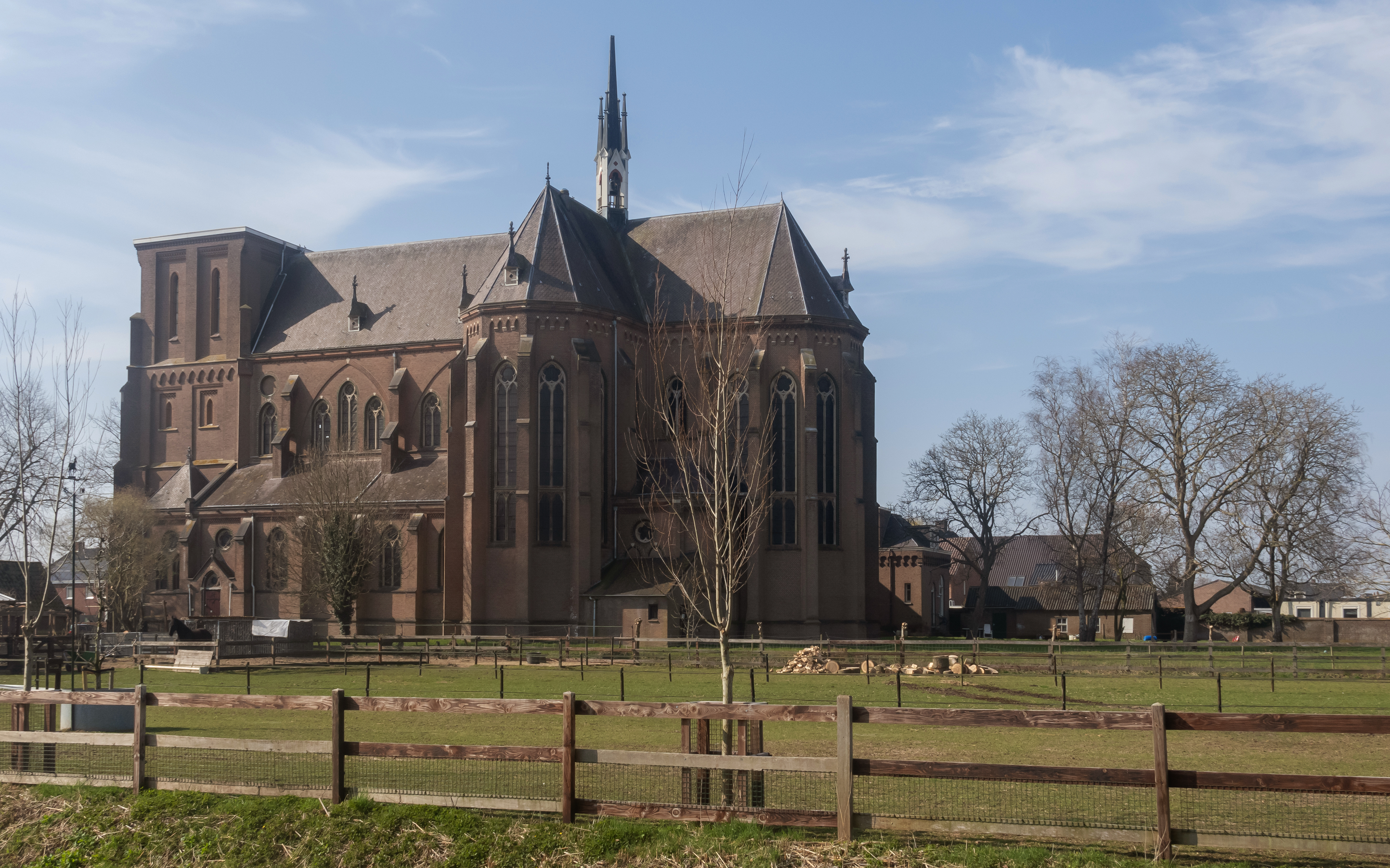
Sint-Victor en Gezellenkerk
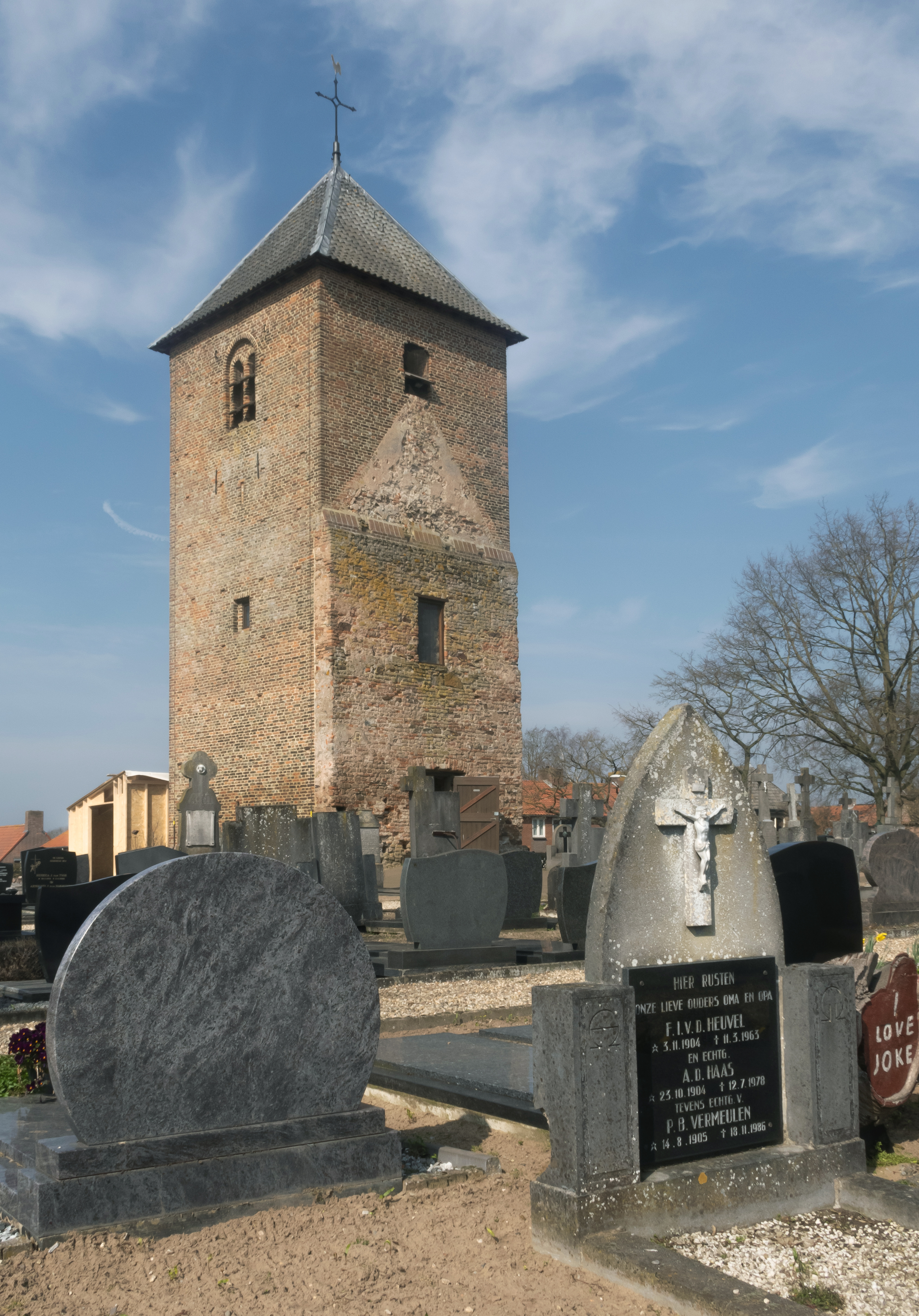
De Kerktoren
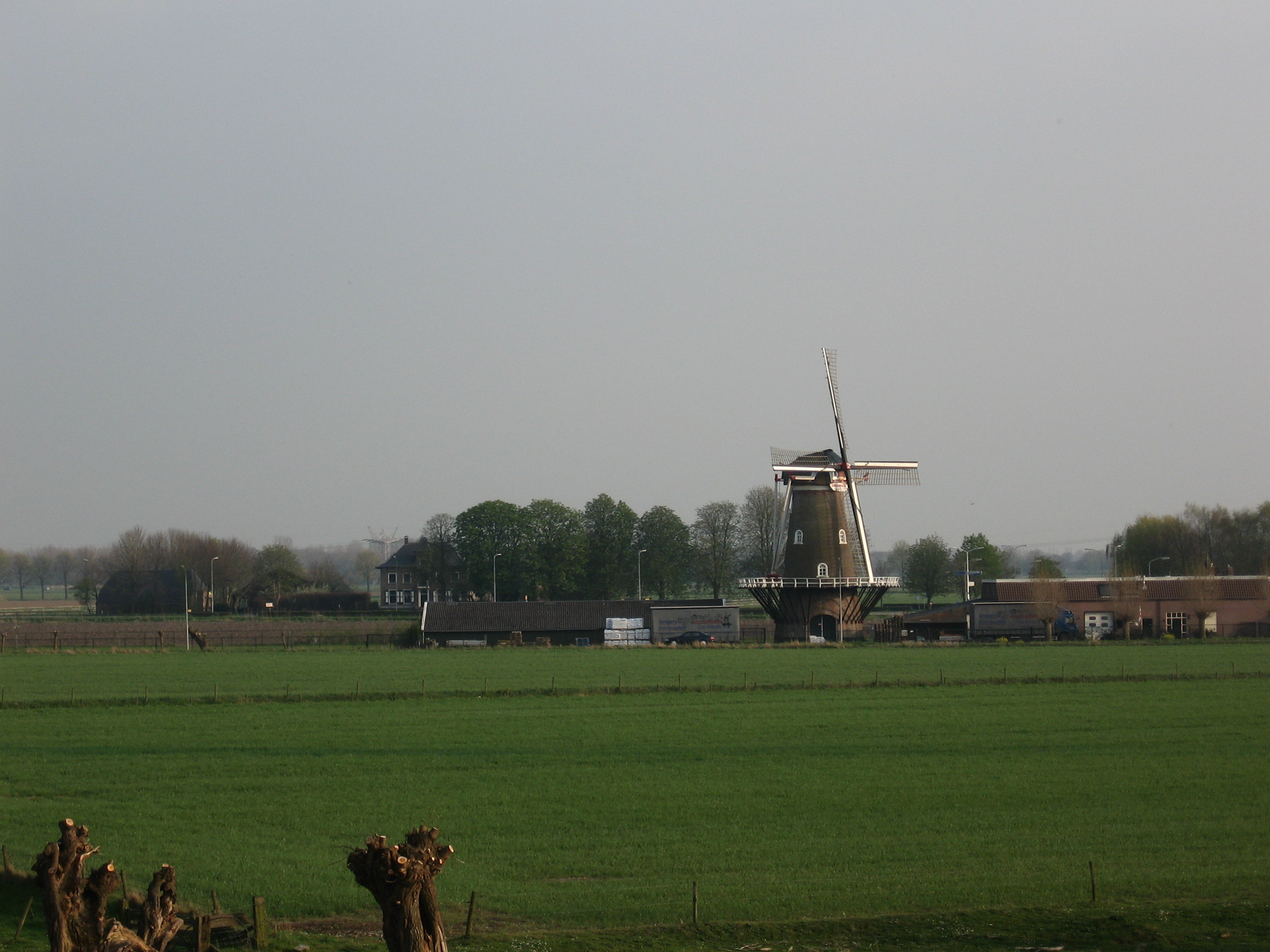
Korenmolen "De Drie Waaien" op afstand
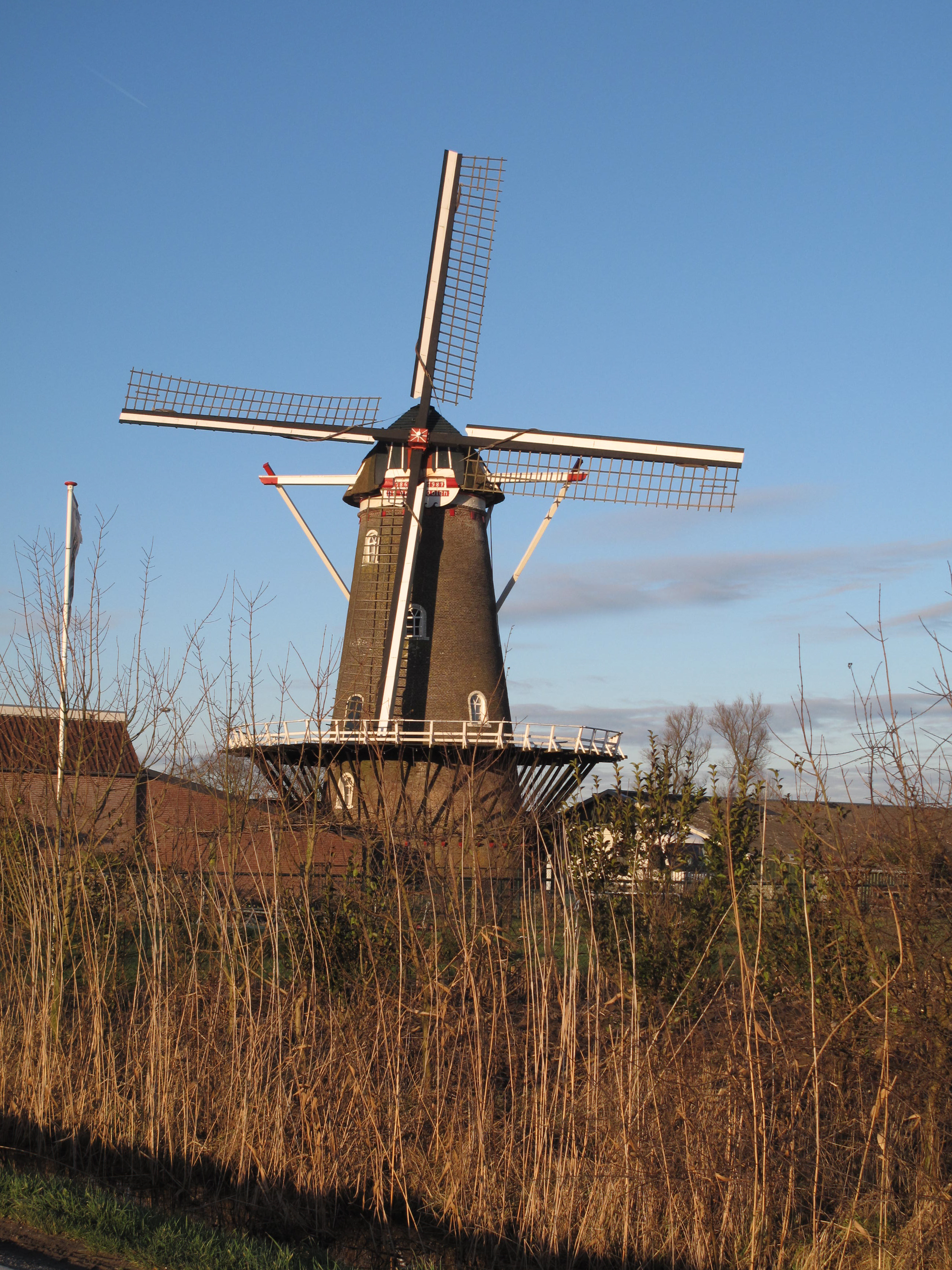
Korenmolen De Drie Waaien

## Bekende inwoners
- Antoon van Welie (1866-1956), schilder, tekenaar, (muur)schilder van genrekunst en portretten